# 최석화 (치어리더)
최석화(2002년 12월 27일 ~ )는 대한민국의 치어리더이다.

## 경력
- LG 트윈스 치어리더 (2022)
- 아산 FC 치어리더 (2022)
- 김포 FC 치어리더 (2023)
- 원주 DB 프로미 치어리더 (2021~2024)
- 정관장 레드스파크스 치어리더 (2023~2024)
- 한화 이글스 (2023~)
- 흥국생명 핑크스파이더스 (2024~)
- HL 안양 (2024~)